# 鄉下人 (電影)
《鄉下人》（英語：Hick）是一部2011年由德里克·马蒂尼执导的美国喜剧电影，該電影根据安德烈亚·波特斯的同名小说改编。該电影由科洛·莫瑞兹、埃迪·雷德梅尼、雷·麦金农、羅伊·克金、朱丽叶特·刘易斯、布蕾克·萊芙莉和艾力·寶雲主演。它于 2011年9月10日在多倫多國際電影節上首映。